# Roella uncinata
Roella uncinata är en klockväxtart som beskrevs av Cupido. Roella uncinata ingår i släktet Roella och familjen klockväxter. Inga underarter finns listade i Catalogue of Life.